# Filisco di Rodi
Filisco di Rodi (in greco antico: Φιλίσκος?, Philiskos; fl. II secolo a.C.) è stato uno scultore greco antico attivo a Rodi nella prima metà del II secolo a.C.
Plinio ci riferisce della presenza nel tempio di Apollo Sosiano a Roma di statue di Apollo, di Latona e di Artemide insieme alle nove Muse, attribuite a questo scultore, appartenuto ad una delle famiglie di artisti attive a Rodi per lungo tempo in epoca ellenistica.

## Opera
A lui si deve probabilmente la creazione dell'archetipo scultoreo con Apollo e le Muse, dal quale deriva, tra gli altri, il gruppo del II secolo rinvenuto (non completo) nelle "terme di Faustina" a Mileto, oggi esposto nel museo archeologico di Istanbul.
Il gruppo originale è datato tra il 179 e il 160 a.C. circa, età alla quale si ritiene appartenga il gruppo esposto nel tempio di Apollo Sosiano, del quale ci resta forse solo una testa femminile, di stampo classicistico e prassitelico.
L'iconografia delle Muse, come erano raffigurate nel gruppo di Filisco, ebbe infatti particolare fortuna e venne riprodotta in numerose repliche che adornavano le case romane; le opere derivate dal gruppo di Filisco si caratterizzano per il panneggio del mantello trasparente che sottolinea le forme della veste sottostante, secondo il verismo virtuosistico tipicamente rodio; si veda ad esempio la base circolare rinvenuta ad Alicarnasso, datata al 120 a.C. circa.
Un altro riferimento per l'iconografia del gruppo di Filisco è il rilievo con l'apoteosi di Omero firmato dallo scultore Archelao di Priene, in cui è presente una scena con le Muse raffigurate insieme ad Apollo, a Zeus e a Mnemosine sul monte Elicona, datato intorno al 130 a.C. Sulla base di questo rilievo si ritiene che anche nel gruppo originale le figure fossero collocate su diversi registri e disposte in un ambiente paesistico e scenografico, quale è visibile ad esempio nel supplizio di Dirce.